# Josef Panáček
Josef Panáček (Staré Město, 1937. szeptember 8. – 2022. április 5.) olimpiai bajnok cseh sportlövő.

## Pályafutása
Két olimpián vett részt. 1976-ban Montréalban olimpiai bajnok, 1980-ban Moszkvában 11. helyezett lett skeet versenyszámban.
1973 és 1981 között az Európa-bajnokságokon öt bronzérmet szerzett a csapatversenyben. Skeetben 1977-ben ezüst-, 1980-ban aranyérmes lett. 

## Sikerei, díjai
- Olimpiai játékok – skeet
  - aranyérmes: 1976, Montréal
- Európa-bajnokság
  - aranyérmes: 1981 (skeet)
  - ezüstérmes: 1977 (skeet)
  - bronzérmes (5): 1973, 1975, 1978, 1979, 1981 (mind csapat)